# Final Four Cup femminile under 18
La Final Four Cup under 18 è stata una competizione pallavolistica per squadre nazionali femminili under 18 nordamericane e sudamericane, organizzata con cadenza biennale dalla PVU.

## Edizioni
| Edizione      | Edizione      | Podio           | Podio           | Podio |
| Anno          | Organizzatore | Campione        | Seconda         | Terza |
| ------------- | ------------- | --------------- | --------------- | ----- |
| 2015 Dettagli | Perù          | Argentina       | Rep. Dominicana | Perù  |
| 2017 Dettagli | Perù          | Rep. Dominicana | Argentina       | Cuba  |

## Medagliere
| Pos. | Squadra         | 1º posto | 2º posto | 3º posto | Totale |
| ---- | --------------- | -------- | -------- | -------- | ------ |
| 1    | Argentina       | 1        | 1        | 0        | 2      |
| 1    | Rep. Dominicana | 1        | 1        | 0        | 2      |
| 3    | Perù            | 0        | 0        | 1        | 1      |
| 3    | Cuba            | 0        | 0        | 1        | 1      |